# Järnvägen Leipzig–Geithain

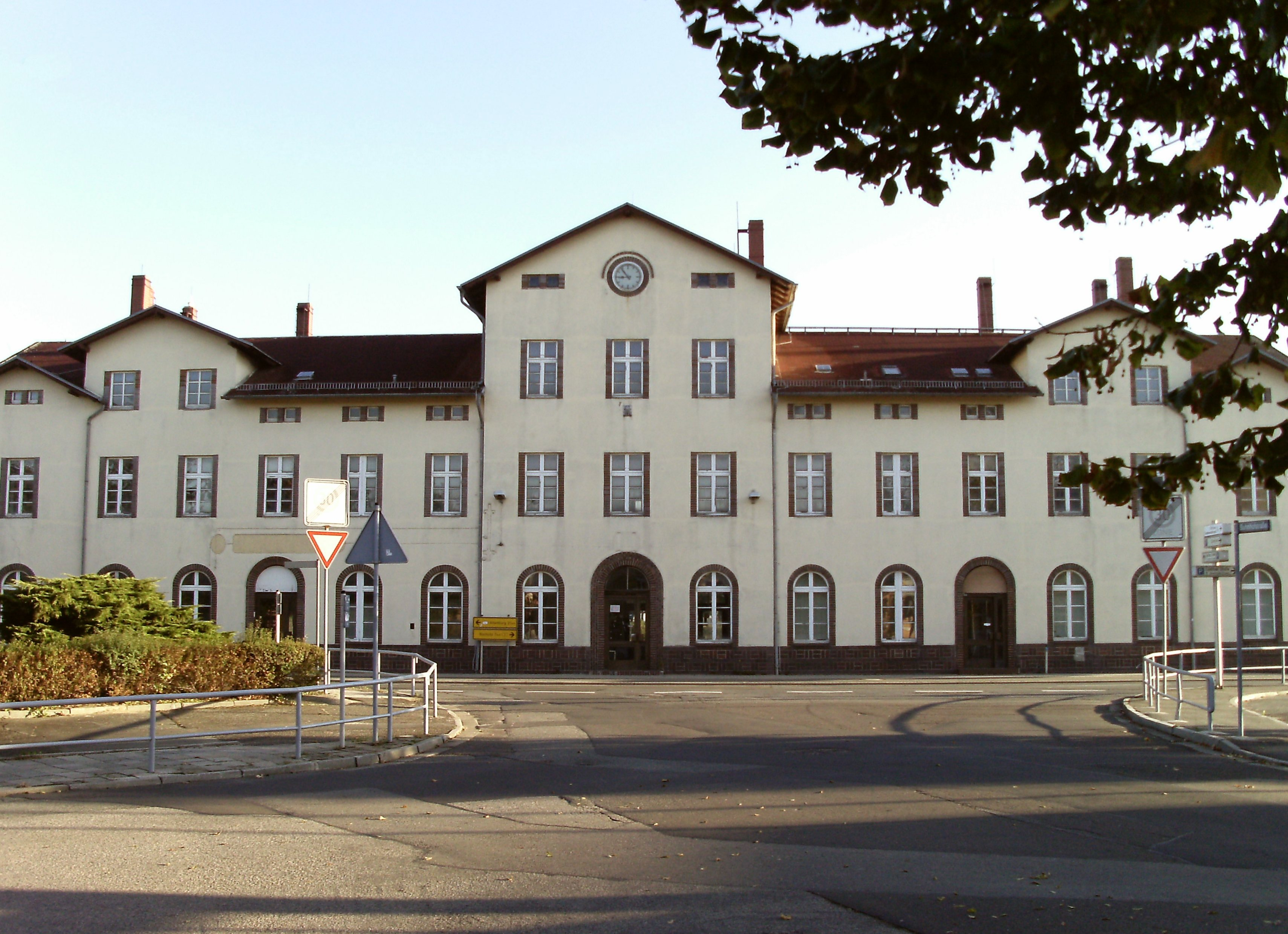
Geithain järnvägsstation

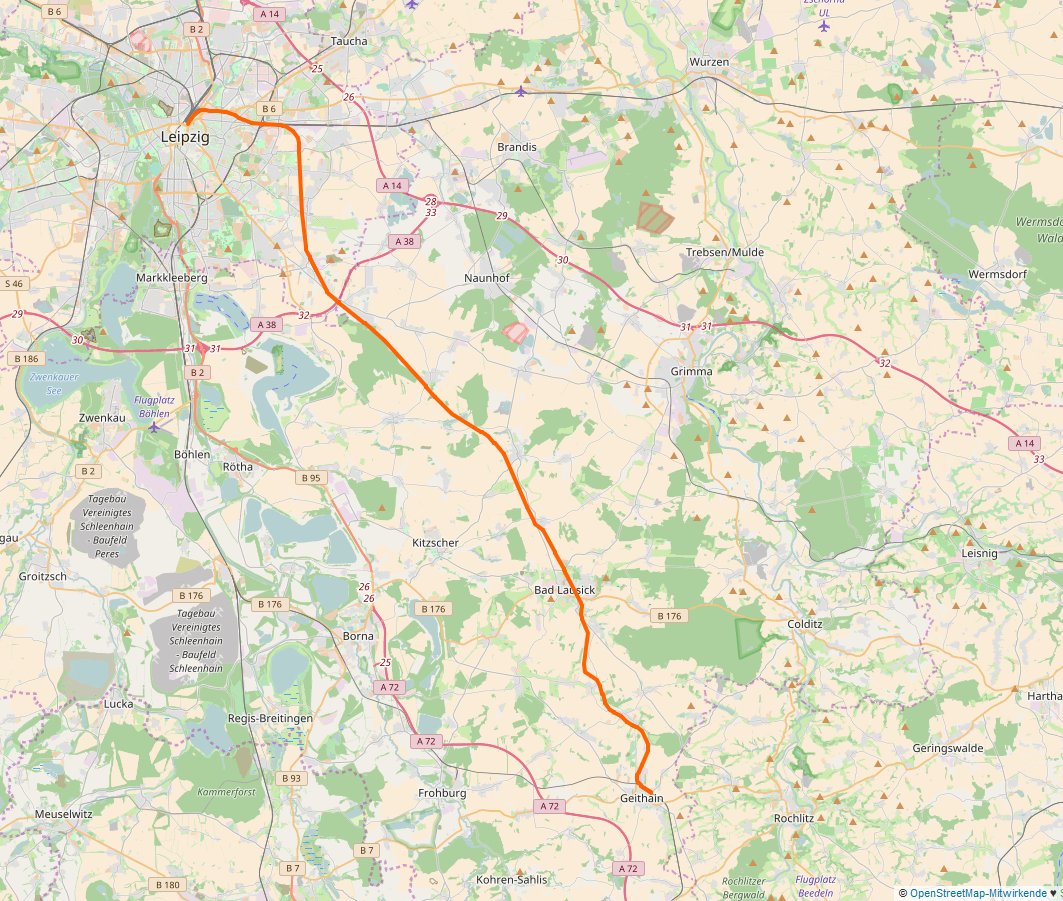
Karta över järnvägen.

Leipzig–Geithain är en järnväg i Sachsen. Den går från Leipzig via Bad Lausick till Geithain. Järnvägen är inte elektrifierad och är i huvudsak enkelspårig. Det är endast mellan stationerna Leipzig-Paunsdorf och Leipzig Werkstättenstraße som det är dubbelspår, cirka 900m. 

## Historia
Järnvägen stod klar och invigdes 2 maj 1887. Ursprungligen utgick tågen från Dresdner Bahnhof, vilket hade byggt ut för detta ändamål. När Leipzig Hauptbahnhof stod klar 1913 revs Dresdner Bahnhof och tågen utgick istället från den nya stationen. 